# Puente de Trespuentes
El puente de Trespuentes, en el municipio de Iruña de Oca (Álava, España), está considerado, tradicionalmente, como un puente romano por su ubicación próxima al cerro del «Oppidum de Iruña», sin existir más estudios que demuestren su origen. Sin embargo su arquitectura, en las partes visibles, responde a cánones más actuales. Es bien de interés cultural, con la categoría de monumento, desde 1916.

## Descripción

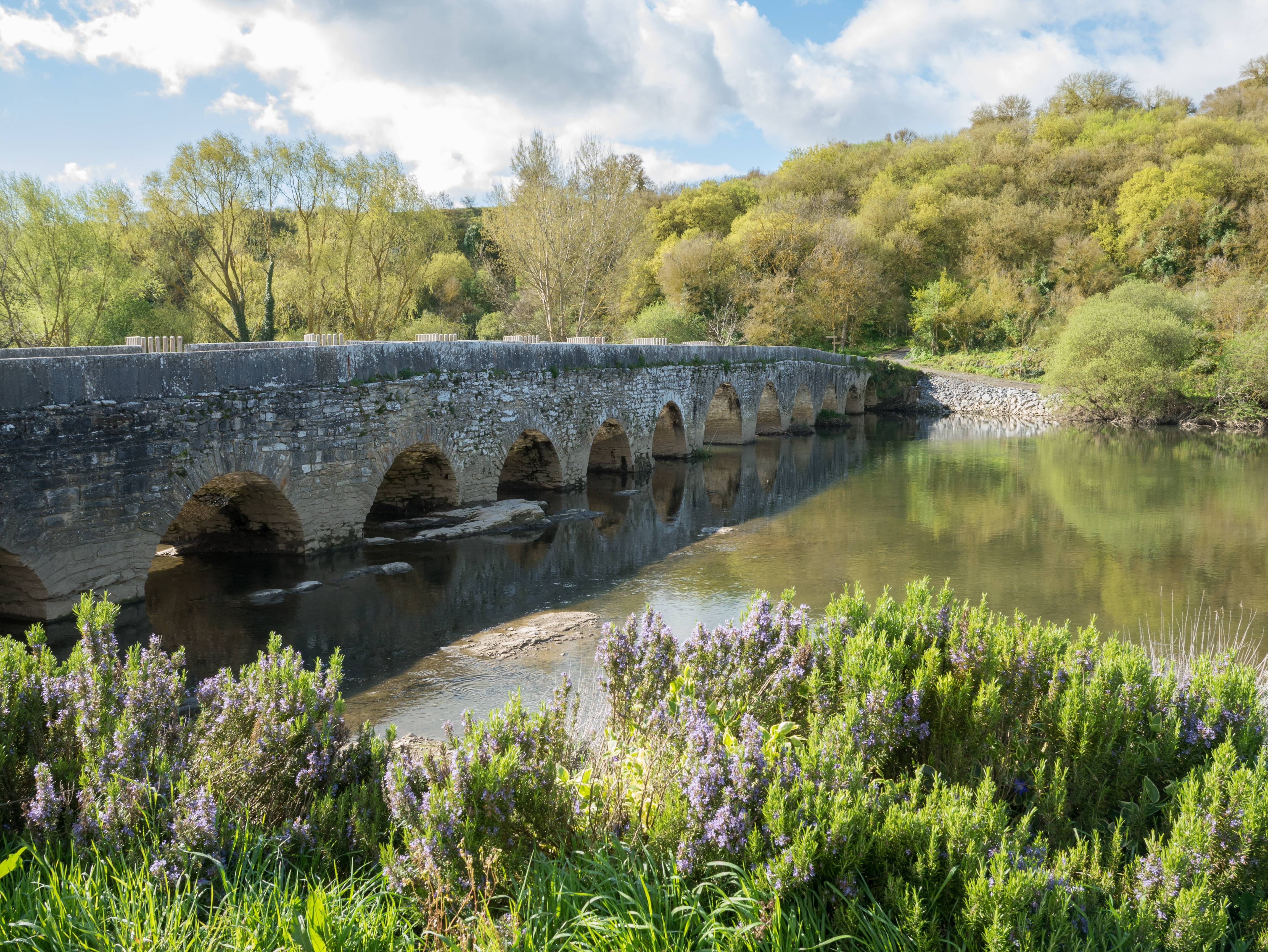
Puente de Trespuentes.

Se trata de un puente de trece ojos, de los cuales seis son un poco mayores, los contrarios a la localidad. La sección de las pilas es rectangular con tajamares. Dispone, además de estribos en los extremos.
Su longitud es de 99 m y su anchura, sin apartaderos y tajamares, ronda los 4,50 m.
Se encuentra construida con piedra caliza, de laja, cogida con argamasa. Se trata de un mampuesto muy irregular, ligeramente en escuadra en las esquinas de los tajamares. En el pavimento se aprecian losas de piedra.
En el acceso al puente existe un elemento, cuyo objeto se desconoce, compuesto por una serie de sillares superpuestos de sección cada vez menor.
Los pretiles son los únicos elementos tallados; sin embargo se encuentra demostrado que pertenecen a la última reforma realizada, pues existen fotografías de principios del siglo XX donde no los tenía. Por otra parte su colocación es poco elaborada; se encuentran remetidas respecto al borde y los remates en ángulo son a tope, sin ningún tipo de talla.
Según J. Liz Guiral y M. Martín Bueno, el análisis de su estructura no permite albergar dudas sobre su modernidad. En el estudio de conjunto que se recoge en la primera parte de su libro, se ha analizado la problemática de este puente, deduciendo que su fábrica no puede ser anterior al siglo XVI, que sufrió una ampliación, hacia su margen derecha en el siglo XVII y fue objeto de reformas posteriores. Entre ellas se debe destacar la de Martín Saracibar, en 1845, y en los años sesenta Manuel Lorente, además de la reparación por la rotura de 1915.